# ビアンカ・ローソン
ビアンカ・ローソン（Bianca Lawson, 1979年3月20日 - ）は、アメリカ合衆国の女優。

## 出演作品

### 映画
- ザ・ブレイン（英語版）（2000年）
- セイブ・ザ・ラストダンス（2001年）
- ホテルゾンビ（英語版）（2004年）
- 恋のトリセツ 別れ編（2004年）
- 愛を問うひと（英語版）（2006年）
- プリティ・ライフ パリス・ヒルトンの学園天国（英語版）（2006年）
- ダイナソーフィールド（英語版）（2007年）

### テレビドラマ
- アメリカン・ティーンエイジャー 〜エイミーの秘密〜（英語版） シーズン1
- BONES -骨は語る- シーズン4（シンシア）
- ヴァンパイア・ダイアリーズ シーズン1（エミリー・ベネット）
- プリティ・リトル・ライアーズ シーズン1・2・3（マヤ・セント・ジャーメイン）
- NIKITA / ニキータ シーズン1
- アメリカン・ホラー・ストーリー